# Jörg Meyer
 Der er for få eller ingen kildehenvisninger i denne artikel, hvilket er et problem. Du kan hjælpe ved at angive troværdige kilder til de påstande, som fremføres i artiklen.

 Denne artikel bør gennemlæses af en person med fagkendskab for at sikre den faglige korrekthed.

Jörg Hermann Otto Meyer (født 2. februar 1944 i Oslo) var en Stasi-agent der virkede i Danmark. Han blev anholdt og tilstod i 1978 og sad en årrække i dansk fængsel.

## Baggrund
Meyer blev født på i Oslo den 2. februar 1944 ind i en tysk familie.
Hans far var uddannet journalist og udstationeret i Oslo hvor familien boede i Observatoriegata nummer 7 ikke langt fra Gestapo-hovedkvarteret i Viktoriaterrassen. 
Faren var socialdemokrat og arbejdede allerede før krigen som journalist i Norge. Da  Norge blev  besat, blev han indkaldt og sendt til østfronten på grund af hitlerkritik i en såkaldt „Himmelfahrtskommando“. I de sidste krigsmåneder kom han til Italien og derfra i kort krigsfangenskab hos amerikanerne, bagefter 6 års tugthus hos russerne, mens moren med Jörg og broren Klaus i 1945 flyttede fra Oslo til Berlin. 
Med navneforandring til Fritz Meyer-Schaffenberg udgav faren novellesamlinger og romaner.
Jörg Meyer begyndte efter studentereksamen i 1962 at arbejde som sømand indtil 1968. I 1968 til 1972 læste Meyer på universitetet i Rostock og har aflagt eksamen i psykologi, pædagogik og engelsk.
Han var begavet og blev bemærket af Stasi. 
Ved at arbejde for Stasi undgik han værnepligt og blev så spion som 19-årig.

## Første rejse til København
I december 1964 var Meyer med skibet på B&W i København på reparatur, hvor han på Hviids Vinstue mødte kunstneren Karl Bovin og hans hustru Birthe Bovin.
Han præsenterede sig som sømand og omgikkes familien.
En dag var han væk, men Meyer mødte dog Karl Bovin igen i 1970 da kunstneren udstillede i Rostock.

## Som Rudolf Samiec
Den 7. januar 1973 døde den vesttyske sømand Rudolf Samiec, da han alkoholpåvirket faldt i havnen i Zeebrugge. Samiec var afhoppet fra Østtyskland (DDR) og som følge af en aftale mellem de to tysklande underrettede Vesttyskland de østtyske myndigheder.
Stasi lod Meyer overtage den døde Samiecs identitet og fabrikerede falsk pas og eksamenspapirer.
Den 4. september 1973 rejste Meyer ind i Danmark som Rudolf Samiec.
Han efterlod sin hustru og deres datter i Østtyskland.
Med gode overtalelsesevner lykkedes det Meyer at få værelse på Grønjordskollegiet på Amager, og han indledte et forhold til den danske musikstuderende Lena Bust Nielsen.
Nielsen afslørede Meyers falske baggrund, men undlod at melde ham.
Som "Romeo-agent" og skørtejæger indledte han i sin tid i Danmark, da kun to forhold. Det ene til Lena Bust Nielsen og det andet til Karen Vinten. Med en kvindelig skuespiller ved Fiolteatret havde han et godt venskab, men blev aldrig kæreste med hende.
Meyer gav udtryk af at ønske at ville studere dansk på Københavns Universitet og på baggrund af de forfalskede eksamenspapirer blev han optaget. Han deltog dog ikke i undervisning i særlig grad.
I sommeren 1974 opnåede han også kontakt til norske personer og gennemførte en 3-ugers sejltur hvor blandt andet en kvindelig jurist fra det norske Fiskeriministerium var med.
Den 1. maj 1975 mødte Meyer den 29-årige danske sprogstuderende Karen Vinten.
Hun var aktiv på den yderste venstrefløj. 
Meyer tog Vinten med til Helsingfors første gang før jul 1975, hvor de mødte to personer, Jürgen Rogalla og Berndt Gentz. De tre opfordrede Vinten til at søge job som studenterafløser i det danske Udenrigsministerium.
To år senere opnåede Vinten ansættelse i ministeriets 3. kontor, energi-kontoret.
Efter et møde i Helsingfors i december 1977 indledte Vinten et seksuelt forhold til kontorchefen.
Vinten fotokopierede fra første dag dokumenter fra Udenrigsministeriet.
Det drejede sig om 14 dokumenter, hvoraf 3 var klassificeret som "strengt fortroligt".
Meyer affotograferede dokumenterne og overbragte dem sandsynligvis til Stasi via østtyske tog der kørte fra København.

## Anholdelse og straf
De vesteuropæiske efterretningstjenester fandt efterhånden ud af at Stasi anvendte afdøde vesttyskeres identitet til dække for spionage. Ved at sammenholde informationer fra Politiets Efterretningstjenestes (PET) samarbejdspartnere og Tilsynet med Udlændinge fik PET rettet mistanke mod manden med navnet Rudolf Samiec.
Meyer blev anholdt i efteråret 1978 af PET, og tilstod at han ikke var Rudolf Samiec den 13. november 1978.
Meyers lejlighed på Rolfsvej på Frederiksberg blev grundigt ransaget.
Anholdelsen skete i hemmelighed og 
Meyer blev isolationsfængslet i 11 måneder.
Den 21. januar 1979 skrev Berlingske Tidende den første artikel om spionsagen, hvorefter den blev intenst dækket. Blandt andet havde Information henved 100 artikler, læsebreve osv. i 1979 heriblandt 10 ledere.
Under sin fængsling skrev han digte der udkom i bogform på Informations Forlag under titlen Isolationsdigte.
Venner oprettede støtteforeningen Komiteen af Karen og Jörgs venner.
Under sit ophold i Danmark havde Meyer allerede i 1977 begyndt at hjælpe foredragsholderen Jacob Holdt med showet Amerikanske Billeder. 
Han oversatte og indtalte lysbilledshowet på tysk. 
Efter anholdelsen opretholdt Jacob Holdt kontakten med Meyer og Meyer organiserede en forevisning af Amerikanske Billeder i fængslet.
I en afhøring til PET kaldte Holdt Meyer for "den bedste, mest intelligente og charmerende medarbejder, vi nogensinde havde".
Meyer blev idømt 6 års fængsel.
Karen Vinten sad i isolationsfængsel i 7 måneder og fik halvandet års fængsel. Hun blev løsladt i juli 1979 og skiftede derefter efternavn.
Advokat for Meyer var Bent Hjeds, efter at landretssagfører Christian Vilhelm Hagens var blevet afvist som forsvarer.

## Efter afsoningen
Som følge af en udvekslingsaftale blev Meyer benådet halvvejs i afsoningen og udvist for bestandigt i 1981. 
Hans udveksling var en del af den største spion-udveksling mellem øst og vestblokken siden Anden Verdenskrig, hvor i alt 30 politiske fanger, 4 østtyske og 9 vesttyske spioner indgik, heriblandt spionen Günter Guillaume.
Hjemme i Rostock blev Meyer direktør for søfartsmuseet.
Efter uenighed med styrets kulturpolitik søgte han i juli 1988 fratrædelse.
I februar 1989 opsøgte DR-journalisten Poul Martinsen Meyer i Rostock for at lave et dokumentarprogram om spionsagen:
Spionen der kom hjem til kulden.
I et samtidigt interview udtrykte han ønske om at genoplive minderne ved en rejse til Danmark, men justitsministeren Hans Engell ville da ikke give dispensation for den bestandige udvisning. 
I 2009 opsøgte TV 2's korrespondent Ulla Terkelsen Jörg Meyer, der da var bosidende i Kelheim og arbejdede som psykoterapeut. I interviewet undskyldte han overfor Karen Vinten.
Den danske komponist Nicolai Worsaae har skrevet en sangcyklus til det danske FIGURA Ensemble på baggrund af Meyers Isolationsdigte.
Worsaaes far, Jørgen Worsaae, var i 1970'erne fængselspræst i Vestre Fængsel, hvor Meyer sad fængslet.